# Stefanos Ewangelu
Stefanos Ewangelu (gr. Στέφανος Ευαγγέλου; ur. 12 maja 1998 w Atenach) – grecki piłkarz grający na pozycji obrońcy w węgierskim klubie Zalaegerszegi TE, młodzieżowy reprezentant kraju. W trakcie swojej kariery występował w takich klubach jak Panathinaikos AO, Panionios GSS, PAS Janina czy Górnik Zabrze.
Stefanos Ewangelu zazwyczaj gra na pozycji środkowego obrońcy. W 2014 roku debiutował w reprezentacji młodzieżowej do lat 17, w 2015 do lat 19. Latem 2015 przeszedł z Panioniosu do Panathinaikosu. W 2017 roku występował w kadrze U-21. Od października 2020 roku Evangélou jest zawodnikiem Górnika Zabrze.